# بلدة يانكي سبرينغز (ميشيغان)
يانكي سبرينغز (بالإنجليزية: Yankee Springs Township, Michigan)‏ هي بلدة تقع بولاية ميشيغان في الولايات المتحدة. تبلغ مساحتها 92.9 (كم²)، وترتفع عن سطح البحر 231 م، بلغ عدد سكانها 4065 نسمة في عام تعداد الولايات المتحدة 2010 حسب إحصاء مكتب تعداد الولايات المتحدة وتصل الكثافة السكانية فيها 50.5 نسمة/كم2.

## وصلات خارجية
- www.yankeespringstwp.org
- The US50 - Cities and Towns in Michigan State
- Michigan Cities and Towns, Facts, Map, Flag, Colleges, Government, and More